# Prensa de Colombia

“La libertad de expresar y difundir los propios pensamientos y opiniones es esencial para el “libre mercado de las ideas”, imprescindible en una sociedad democrática, participativa y pluralista. No existe democracia donde se acallen no hay república pluralista donde se niegue la diversidad o se imponga la intolerancia; tampoco será posible la participación democrática y pluralista, cuando una concepción o credo oficial desde el poder restringe los derechos y libertades cuya protección corresponde precisamente a la autoridad (CP, art.2)”.
Corte Constitucional. Sentencia No. T-403/92. Magistrado ponente: Dr. Eduardo Cifuentes Muñoz. Bogotá, junio 3 de 1992.

Entendiendo el término prensa como conjunto de personas dedicadas al periodismo, y el término medio de comunicación como órgano destinado a la información pública; se denomina prensa colombiana o prensa de Colombia al conjunto de personas o instituciones que difunden a través de los medios de comunicación: impresos en papel o en tecnologías alternativas (internet o radiofrecuencia); información o noticias, en especial sobre la actualidad colombiana, pero también para entretenimiento (cómics y pasatiempos). 
La prensa va muy ligada a la libertad de expresión e información, convirtiéndose quizá en el único medio que tiene la comunidad para expresar sus ideas libremente.
La prensa en Colombia puede ser escrita, oral o visual. A nivel escrito en Colombia, la prensa tiene prensencia en diarios, semanarios y revistas especializadas (de circulación paga o gratuita) además de sitios web especializados, propios de los periódicos y de agencias de noticias nacionales o extranjeras; y de comunidades de internautas (con tendencia a la difusión y discusión de noticias). A nivel oral en Colombia, la prensa tiene presencia en radioemisoras (públicas, comunitarias, estatales y privadas). Y por último a nivel visual, la prensa en Colombia tiene presencia en noticieros y canales especializados de noticias (difusión única por cable; en Colombia ningún canal de emisión en televisión abierta posee programación dedicada 24 horas exclusivamente a noticias).

## Prensa escrita
Se denomina prensa escrita colombiana al conjunto de publicaciones impresas en papel, de tirada diaria o periódica, destinadas principalmente a difundir información o noticias, en especial sobre la actualidad colombiana, pero también para entretenimiento (cómics y pasatiempos). La prensa diaria se distingue por la impresión en papel barato, al contrario de las revistas, más ilustradas a color e impresas en mejor papel. A pesar de sus diferencias, los periódicos y revistas han tenido que migrar por igual a las nuevas tecnologías para conservar su penetración en la sociedad.

### Principales periódicos físicos en Colombia
| Título         | Circulacion  | Casa Matriz  | Año publicación | Numero de suscriptores | Postura política | Ideología política    |
| ADN            | Bogotá       |              |                 |                        |                  |                       |
| El Tiempo      | Nacional     | Bogotá       | 1910            |                        | Centro           |                       |
| El Espectador  | Nacional     | Bogotá       | 1887            |                        | Centro           | Socioliberalismo      |
| El Nuevo Siglo | Bogotá       |              |                 |                        | Centroderecha    | Conservadurismo       |
| El Universal   |              | Cartagena    |                 |                        | Centro           |                       |
| El Colombiano  | Nacional     | Medellín     |                 |                        | Derecha          |                       |
| Vanguardia     | Nacional     | Bucaramanga  | 1919            |                        | Centroizquierda  |                       |
| Q´Hubo         | Nacional     | Cali         | 2005            |                        | Centro           | sin politica definida |
| El Heraldo     | Barranquilla | Barranquilla |                 |                        | Centroderecha    |                       |
| Publimetro     | Bogotá       |              |                 |                        | Centroizquierda  |                       |
| El País        | Cali         | Cali         | 1950            |                        | Centro           |                       |
| La República   | Bogotá       |              |                 |                        | Centroderecha    |                       |
| Portafolio     | Bogotá       |              |                 |                        | Centro           |                       |

## Prensa oral
Se denomina prensa oral o radial colombiana al conjunto de medios que emiten a través de la transmisión de señales mediante la modulación de ondas electromagnéticas.

## Prensa digital escrita
Debido a la necesidad de migrar a nuevas tecnologías y de facilidad de creación de medios, en Colombia han surgido varios portales de noticias en Internet permitiendo un mayor impacto a nivel nacional sin tener las limitantes de la impresion física así como nuevos formatos distintos a la prensa escrita tradicional.

### Principales Medios de comunicación /prensa digitales en Colombia
| Título                     | Sitio web                                        | Año inicio | Género        | Postura política | Ideología política                     |
| El Tiempo                  | https://www.eltiempo.com/                        | 2000       | Generalista   | Centroderecha    |                                        |
| El Espectador              | https://www.elespectador.com/                    | 1996       | Generalista   | Centro           | Socioliberalismo                       |
| El Nuevo Siglo             | https://www.elnuevosiglo.com.co/                 |            | Generalista   | Centroderecha    | Conservadurismo                        |
| Caracol Radio              | https://caracol.com.co/                          |            | Generalista   | Centro           |                                        |
| Noticias RCN               | https://www.noticiasrcn.com/                     |            | Generalista   | Derecha          | Conservadurismo                        |
| Blu Radio                  | https://www.bluradio.com/                        |            | Generalista   | Centroderecha    |                                        |
| Noticias Caracol           | https://noticias.caracoltv.com/                  |            | Generalista   | Centro           |                                        |
| El Universal               | https://www.eluniversal.com.co/                  |            | Generalista   | Centro           |                                        |
| El Colombiano              | https://www.elcolombiano.com/                    |            | Generalista   | Derecha          |                                        |
| Cuestión Pública           | https://cuestionpublica.com/                     |            | Investigación | Izquierda        |                                        |
| Las 2 orillas              | https://www.las2orillas.co/                      |            | Generalista   | Centro           |                                        |
| Revista Cambio             | https://cambiocolombia.com/                      |            | Investigación | Centro           |                                        |
| La Silla Vacía             | https://www.lasillavacia.com/                    |            | Investigación | Centro           |                                        |
| Pulzo                      | https://www.pulzo.com/                           |            | Generalista   | Derecha          |                                        |
| El Expediente              | https://elexpediente.co/                         |            | Generalista   | Derecha          |                                        |
| El Heraldo                 | https://www.elheraldo.co/                        |            | Generalista   | Centroderecha    |                                        |
| Publimetro                 | https://www.publimetro.co/                       |            | Generalista   | Centro           |                                        |
| Panam Post                 | https://panampost.com/temas/suramerica/colombia/ |            | Generalista   | Derecha          | Conservadurismo, Liberalismo Económico |
| El País                    | https://www.elpais.com.co/                       |            | Generalista   | Centro           | ,                                      |
| El País (América Colombia) | https://elpais.com/america-colombia/             |            | Investigación | Centroizquierda  | Progresista                            |
| La República               | https://www.larepublica.co/                      |            | Económico     | Centroderecha    |                                        |
| Revista Semana             | https://www.semana.com/                          |            | Generalista   | Derecha          | Conservadurismo, Liberalismo Económico |
| Valora Analitik            | https://www.valoraanalitik.com/                  | 2017       | Económico     | Centro           |                                        |
| Portafolio                 | https://www.portafolio.co/                       |            | Económico     | Centro           |                                        |
| W Radio                    | https://www.wradio.com.co/                       |            | Generalista   | Centro           |                                        |
| KienyKe                    | https://www.kienyke.com/                         | 2010       | Generalista   | Centroderecha    |                                        |
| Minuto 30                  | https://www.minuto30.com/                        |            | Generalista   | Centroderecha    |                                        |

## Reglamentación
En la constitución de 1991, se reglamentan en Colombia las leyes en materia de:
Libertad de conciencia:

Artículo 18. Se garantiza la libertad de conciencia. Nadie será molestado por razón de sus convicciones o creencias ni compelido a revelarlas ni obligado a actuar contra su conciencia.
Wikisource. Constitución de Colombia de 1991.

Libertad de prensa:

Artículo 20. Se garantiza a toda persona la libertad de expresar y difundir su pensamiento y opiniones, la de informar y recibir información veraz e imparcial, y la de fundar medios masivos de comunicación. Estos son libres y tienen responsabilidad social. Se garantiza el derecho a la rectificación en condiciones de equidad. No habrá censura.
Wikisource. Constitución de Colombia de 1991.

Protección a periodistas:

Artículo 73. La actividad periodística gozará de protección para garantizar su libertad e independencia profesional.
Wikisource. Constitución de Colombia de 1991.

El espectro electromagnético y el uso que los medios de comunicación pueden darle:

Artículo 75. El espectro electromagnético es un bien público inenajenable e imprescriptible sujeto a la gestión y control del Estado. Se garantiza la igualdad de oportunidades en el acceso a su uso en los términos que fije la ley. Para garantizar el pluralismo informativo y la competencia, el Estado intervendrá por mandato de la ley para evitar las prácticas monopolísticas en el uso del espectro electromagnético.
Artículo 76. La intervención estatal en el espectro electromagnético utilizado para los servicios de televisión, estará a cargo de un organismo de derecho público con personería jurídica, autonomía administrativa, patrimonial y técnica, sujeto a un régimen legal propio. Dicho organismo desarrollará y ejecutará los planes y programas del Estado en el servicio a que hace referencia el inciso anterior.
Artículo 77. La dirección de la política que en materia de televisión determine la ley sin menoscabo de las libertades consagradas en esta Constitución, estará a cargo del Organismo mencionado. La televisión será regulada por una entidad autónoma del orden nacional, sujeta a un régimen propio. La dirección y ejecución de las funciones de la entidad estarán a cargo de una Junta Directiva integrada por cinco (5) miembros, la cual nombrará al Director. Los miembros de la Junta tendrán período fijo. El Gobierno Nacional designará dos de ellos. Otro será escogido entre los representantes legales de los canales regionales de televisión. La Ley dispondrá lo relativo al nombramiento de los demás miembros y regulará la organización y funcionamiento de la Entidad.
Wikisource. Constitución de Colombia de 1991.

## Libertad de prensa
Colombia ocupa el puesto 139 de 180 países listados en materia de libertad de prensa por Reporteros Sin Fronteras en 2023, quedando entre los países con mayor riesgo para los periodistas en el mundo y entre los 5 más riesgosos en América, siendo solo superado por Nicaragua (158) Venezuela (159) y Cuba (172).
La prensa en Colombia en el transcurso de su existencia se ha tenido que afrontar a un problema relevante, la censura, y posteriormente la autocensura; desde estos términos se mide la necesidad que va creciendo en la sociedad de romper estas pautas e ir mostrando la importancia de la “libertad de prensa” y como esta se impone, también como se amenaza a esta misma por sus producciones trascendentes y vitales en el desarrollo de una sociedad, esto es lo que compone el núcleo de mi propuesta, un escrito que trata el proceso de la prensa a partir de sus límites marcados y al mismo tiempo el riesgo que corre esta al corresponder a la necesidad de difundir información, aunque está se ve a veces determinada por tener consecuencias dentro del movimiento y el pensamiento de la sociedad, desde una visión de la estructura de dos periódicos.